# Pjotr Arkagyjevics Sztolipin
Pjotr Arkagyjevics Sztolipin (oroszul: Пётр Арка́дьевич Столы́пин; Drezda, 1862. április 14. – Kijev, 1911. szeptember 5.) orosz konzervatív államférfi, aki belügyminiszterként és miniszterelnökként szolgált 1911-es meggyilkolásáig.
Az elvesztett japán háború és az 1905-ös forradalom után II. Miklós cár nevezte ki 1906 tavaszán a miniszterelnökének, akivel a cári birodalom kapott egy utolsó esélyt a túlélésre. 
Az orosz történelemben elsősorban  20. század eleji reformerként és államférfiként ismert, aki jelentős szerepet játszott az 1905-1907-es forradalom leverésében.  Az 1905-ös orosz forradalom után nagy horderejű agrárreformokat kezdeményezett a parasztság jogi és gazdasági helyzetének, valamint a birodalmi Oroszország általános gazdaságának és politikai stabilitásának javítása érdekében. 1905-1906-ban számos olyan törvényjavaslatot fogadott el, amelyek Sztolipin-agrárreform néven vonultak be a történelembe, és amelyben a parasztságnak biztosította a föld magántulajdonjogát. Monarchista volt, és a vidéki orosz gazdaság modernizálásával remélte, hogy megerősíti a cári trónt. 
1907-1909-ben kezdeményezője volt az igazságszolgáltatási reformnak. 
Hivatali idejét a megnövekedett forradalmi zavargások is jellemezték, amelyekre új hadiállapot-rendszerrel válaszolt, amely lehetővé tette a megvádolt elkövetők letartóztatását, gyors tárgyalását és kivégzését. Hadbíróságokat tartottak; két és fél év alatt mintegy kétezer halálos ítélet hajtottak végre, emiatt a hóhér kötelét „Sztolipin-nyakkendőnek” is nevezték. Élesen bírálták a meghozott intézkedések merevsége miatt; megszerezte a baloldal és a centrum nagy részének ellenségeskedését.
Számos merényletet kíséreltek meg ellene. Valószínűleg II. Miklós az elbocsátását fontolgatta, amikor, miközben egy operaelőadáson vett részt a cárral, 1911 szeptemberében egy forradalmár lelőtte.